# ウィリー・ニンジャ
ウィリー・ニンジャ（Willi Ninja, 1961年4月12日 – 2006年9月2日）は、ゲイのアフリカ系アメリカ人ダンサーにして振付師。本名ウィリアム・R・リーク（William R. Leake）。ニューヨーク市クイーンズ区に生まれ。ドキュメンタリー映画『パリ、夜は眠らない。』で知られる。
ニンジャは長い間ハーレムのドラッグ・ボールの主で、その発想は遠くフレッド・アステアやオートクチュールの世界から得、ユニークなスタイルのダンスとムーヴメントを生んだ。映画監督ジェニー・リヴィングストンの目にとまり、『パリ、夜は眠らない。』で主演した。これを機にニンジャは、ダンサー一団を率いたパフォーマンスでの出演や振り付けによる成功の道へと進んでいった。
我流で培ったダンスは20代までに流行のスタイルへ仕上げていっていた。
ジェニー・リヴィングストンが最初に彼の名を聞いたのはワシントン・スクエア公園の仲間のヴォーガー達からだった。彼がそのスタイルを完成させるまでの間に、その動きを「驚くべきレベル」にまで綺麗に激しく磨き上げることに取り組んだ。彼が影響を受けたものにはフレッド・アステア、オリンピックの体操選手、アジア文化があった。
彼はハウス・オヴ・ニンジャの「子供達」と一緒にハーレムのドラッグ・ボールへ参加した。ボールの他の「ハウス」と同様、ハウス・オヴ・ニンジャもニンジャを頭とした社会的な家族の延長とダンス集団が合わさったものだった。
ウィリーはその後ジャンポール・ゴルチェのモデルをしたり、キャロル・アルミタージュ率いる一団と踊ったり、パリス・ヒルトンの歩き方指導をするなどの経歴を積んだ。彼は2004年にエレメンツ・オヴ・ニンジャというモデル事務所を開いた。そして、アメリカズ・ネクスト・トップ・モデルとジミー・キンメル・ショーへ出演した。
2006年9月2日にニンジャはエイズにより死去した。45歳没。

## 参照
1. ↑  "Willi refined voguing. He really brought it to an amazing level."

- NY Times obituary
- Ottawa Citizen obituary